# 南方三十三館
南方三十三館（なんぽうさんじゅうさんだて、なんぽうさんじゅうさんやかた）は、中世の常陸国南部（鹿行）に割拠していた大掾氏配下（一族）の国人たちの総称。実際に33の館があったわけではなく、鹿島・行方両郡に多数の城主がいたことを強調する意味で33という数字が使われたとみられ、「南方」は近世常陸の中心地である水戸から見て、彼らの所領である鹿島・行方両郡が南方にあったことから付けられた呼称と考えられる。

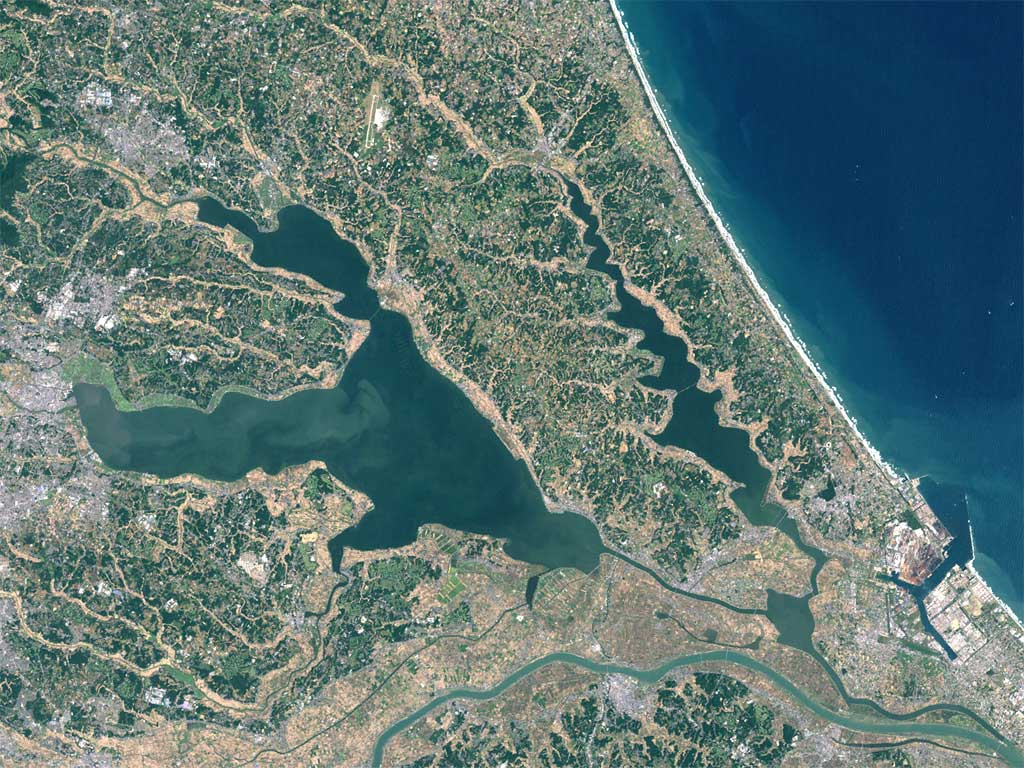
南方三十三館の所在した地域

## 「南方三十三館」謀殺事件
鹿島・行方両郡の常陸大掾系の一族を中心とする、「南方三十三館」と称された諸侯たちは、天正19年2月9日（1591年4月2日）、佐竹氏の太田城に招かれたが、そこで佐竹義重・義宣父子により謀殺された。

### 和光院過去帳
『群書類従』第645-647「常陸国田島村伝燈山和光院過去帳」には、「天正十九季辛卯二月九日 於佐竹太田ニ生害ノ衆、鹿島殿父子、カミ、島崎殿父子、玉造殿父子、中居殿、釜田殿兄弟、アウカ殿、小高殿父子、手賀殿兄弟、武田殿、已上十六人（以上十六人）」とあり、義重・義宣父子に殺害された9氏16人の名がある。
- 鹿島殿父子、カミ
  - 「鹿島」は、鹿島郡鹿島城[6]の鹿島清秀とその子某。近世の系図や所伝では父の治時（天正4年（1576年)2月没）の名が見え、また現在の常陸大宮市山方の五輪塔に纏わる所伝では「清房」の名が伝わるが、一次史料から清秀であることは間違いない[7]。
  - 鹿島氏は、吉田清幹の子鹿島成幹の三男である鹿島政幹を祖とする。常陸平氏鹿島流。
  - 鹿島清秀は、鹿島治時の三男といわれ、又六郎を称した[7]。
  - カミは、清秀の室を指すものと思われる。清秀の室は謀殺されたのではなく、鹿島城側が清秀の室を大将として頑強に抵抗したという。佐竹氏はその抵抗の大きさに戦術を変更し、大砲を据えて鹿島城の城壁を破壊した上で攻撃を仕掛け、これを落城させたと言われる。落城により清秀の室は自害したが、この徹底抗戦の姿勢が「和光院過去帳」に「カミ」として名を載せる結果となったと考えられる[8]。

- 島崎（嶋崎）殿父子
  - 「嶋崎」は、行方郡島崎城[9]の島崎安定と子徳一丸。安定も所伝によって別名が伝わる（安重、幹儀など）が、一次史料では安定のみ確認できる[7]。
  - 嶋崎氏は、吉田清幹の次男、行方忠幹（行方平四郎）の子景幹（一説に宗幹）と嫡男為幹が屋島の戦いに従軍し、景幹は討死し、景幹の所領はその四子に分与され、長男為幹は行方氏の惣領を継ぎ、後に小高へ移住して小高氏となり、次男高幹は島崎に分封されて島崎氏となり、三男家幹は麻生に分封されて麻生氏を称し、四男幹政は玉造に分封されて玉造氏となった。この4家は、行方地方に勢力を持った行方氏一族の中心的地位を占め、「行方四頭」と称された[10][11]。常陸平氏行方流。

- 玉造殿父子
  - 「玉造」は、行方郡玉造城[12]の玉造重幹とその子某[7]。常陸平氏行方流。

- 中居殿
  - 「中居」は、鹿島郡中居城[13]の中居秀幹[7]。
  - 中居氏は、鹿島政幹の三男である時幹がこの地に拠り中居氏を称するようになったという[14]。常陸平氏鹿島流。

- 釜田（烟田）殿兄弟
  - 「釜田（烟田）」は、鹿島郡烟田城[15]の烟田通幹と弟某（所伝上は五郎）である[7]。
  - 烟田氏は、鹿島氏の祖、鹿島成幹の長男が親幹が徳宿氏を称し、その子秀幹の長男・俊幹は安房と鉾田を含めた地域を譲渡され、安房氏の祖ともなり、また次男朝秀は、烟田村他三カ村を譲渡され烟田氏となったという[16]。常陸平氏鹿島流。

- アウカ（相賀（おうが））殿
  - 「アウカ」は、行方郡相賀城[17]の相賀氏とみられるが、同氏については手賀氏の流れとも、清和源氏の流れともいわれ、不明な点が多い。行方市根小屋の前島氏所蔵史料によれば、戦国末期の当主を「手賀左近尉源之義元」と清和源氏の出自とし、相賀入道を名乗ったとする。一方で、同氏の出自を常陸平氏行方流手賀氏とし、また実名を詮秀とする所伝もある。また前述の史料によれば、「義元」は佐竹氏の襲撃を逃れ、妻の実家の真壁氏の下に潜伏して文禄4年（1595年）に病死したという。また次男三郎四郎が佐竹氏襲撃時に自害したとされており、「和光院過去帳」の「アウカ」は彼であろうか[18]。

- 小高（おだか）殿父子
  - 「小高」は、行方郡小高城[19]の行方(小高)治部少輔と子某。治部少輔は常陸介（小高義秀）の子とみられる[20]。
  - 小高氏は、常陸平氏行方流。嶋崎氏の項を参照。

- 手賀殿兄弟
  - 「手賀」は、行方郡手賀城[21]の手賀氏兄弟（刑部大輔、民部大輔。系図上では、景国、高幹の名が見える）[7]。
  - 手賀氏は、常陸大掾氏の分流、玉造氏初代幹政の次子正家が手賀氏と称したことに始まる[22]。常陸平氏行方流。

- 武田殿
  - 「武田」は、行方郡木崎城[23]の武田七郎五郎（系図上では淡路守とも、実名は信房と伝わる）とみられる。この武田氏については、現在確認できる系図によれば、上杉禅秀の乱で没落した甲斐国守護武田信満の弟信久が行方郡に入部した家とされるが、既に南北朝期にこの地域で活動していた武田高信の存在も確認され、信房は高信の系統の末裔であった可能性も考えられる[7]。
  - 武田氏#常陸の武田氏の常陸の武田氏(2)の項を参照。

### 六地蔵寺過去帳
『群書類従』第645-647「常陸国茨城郡六段田村六地蔵寺過去帳」には、「桂林（シマサキ）杲白禅定門 天正十九年辛卯、於上ノ小川横死、春光（シマサキ）禅定門 号徳一丸 於上ノ小川生害、」とあり、嶋崎父子の記事である。この記事によると、「於上ノ小川」とあるので、少なくとも嶋崎氏の殺害場所について、上小川（大子町頃藤町）とする。太田と上小川は大きく離れている。

### 他の所伝
- 鹿島清秀父子が山方城（常陸大宮市山方）[27]で殺害された[28]。
- 中居秀幹が里野宮村（常陸太田市里野宮町）、烟田通幹が常福寺村（常陸太田市常福地町）で討たれた[29]。
- 札氏、青柳武田氏は、佐竹氏の捜索から逃げ切った[30]。
  - 「札（ふだ）」は、鹿島郡札城[31]の札幹繁。
  - 札氏は、馬場資幹の子孫、馬場清幹の次男繁幹の子、幹高がこの地に拠り、札氏を称した。札幹繁は、幹高の孫である[32]。
  - 「青柳武田」は、鹿島郡青柳蕨館（蕨砦）[33]の青柳藤左衛門信家（武田信家）[34][35][36]。
- 玉造通幹が大窪正伝寺（日立市大久保町）で自害した[37]。

### 事件後
南方三十三館の国人当主たちを粛清した佐竹氏は、即座に天正19年2月中旬から3月にかけて鹿島・行方両郡に出兵し、各拠点を攻撃し制圧した。同時期に額田城（那珂市額田南郷）の小野崎昭通を伊達政宗の下に逐い、同氏を没落させたことで、佐竹氏による常陸平定が完成した。